# Ferdinand II van Portugal
Ferdinand Frans Anton August van Saksen-Coburg-Gotha-Koháry (Portugees: Dom Fernando II) (Wenen (Oostenrijk), 29 oktober 1816 — Lissabon (Portugal), 15 december 1885) was als gemaal van Maria II van Portugal koning van Portugal. Hij was de zoon van Ferdinand Saksen-Coburg-Koháry (broer van Leopold I van België) en van prinses Maria Antonia Koháry (1797-1862).
Hij huwde op 9 april 1836 met Maria II, koningin van Portugal en weduwe van Auguste de Beauharnais, hertog van Leuchtenberg. Als gemaal ontving hij de titel hertog van Bragança met het predicaat Koninklijke Hoogheid. Na de geboorte van hun eerste zoon, de troonopvolger Peter (de latere Peter V) in 1837 ontving hij in overeenstemming met de grondwet als Ferdinand II de koningstitel.
Hij was goed opgeleid, geïnteresseerd in muziek en kunst en trachtte zijn kinderen een strenge, maar brede opleiding te geven. Regeringszaken interesseerden hem daarentegen weinig. Na de dood van zijn echtgenote trad hij van 1853 tot 1855 als regent op namens de minderjarige Peter V, een functie die hij ook gedurende de vele zwangerschappen van Maria regelmatig had vervuld.

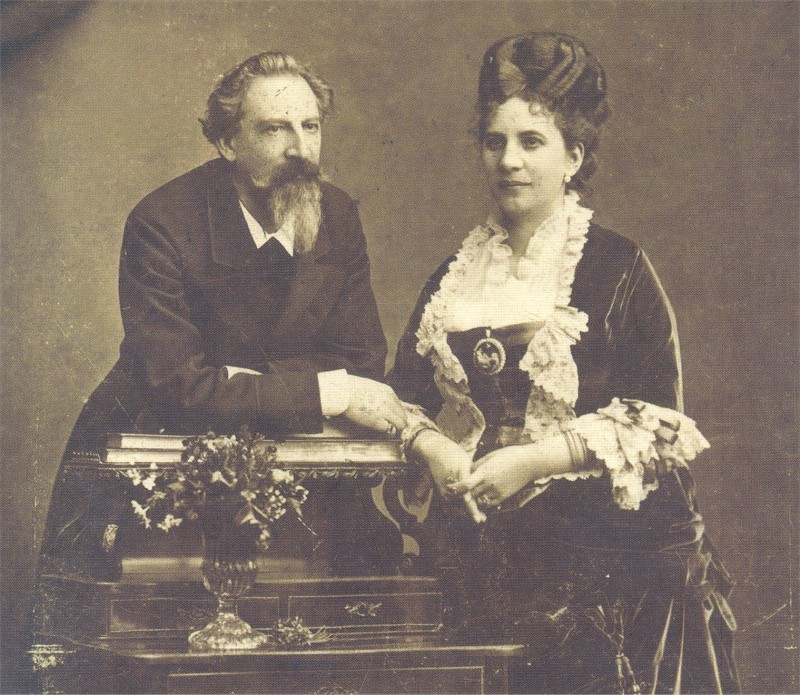
Dom Ferdinand II met zijn tweede vrouw Elisa Hendler
(1882)

Hij weigerde de hem in 1869 aangeboden kroon van Spanje, een land dat sinds de val van Isabella II zonder monarch zat. In datzelfde jaar hertrouwde hij met de operazangeres Elisa Hendler (1836-1929), gravin van Edler. Ze was een alleenstaande moeder van haar dochter Alice (geb. 1857), van wie de vader onbekend is. Zij erfde na zijn dood in 1885 een groot deel van zijn eigendommen.

## Kinderen
Ferdinand en Maria hadden de volgende kinderen:
- Peter Maria (Pedro Maria) (16 september 1837 – 11 november 1861), koning van Portugal. Volgde zijn moeder op
- Lodewijk Filips (Luís Filipe) (31 oktober 1838 – 19 oktober 1889), koning van Portugal. Volgde zijn oudere broer op
- Maria (4 oktober 1840 †)
- Johan Maria (João Maria) (16 maart 1842 – 27 december 1861), 8e hertog van Beja
- Maria Anna (21 juli 1843 – 5 februari 1884), gehuwd met George I van Saksen
- Antonia Maria (Antónia Maria) (17 februari 1845 – 17 december 1913), gehuwd met Leopold van Hohenzollern-Sigmaringen
- Ferdinand Maria Lodewijk (Fernando Maria Luís) (23 juli 1846 – 6 november 1861)
- August Maria (Augusto Maria) (4 november 1847 – 26 september 1889), 3e hertog van Coimbra
- Leopold (7 mei 1849 †)
- Maria da Glória (3 februari 1851 †)
- Eugenius (15 november 1853 †)

## Voorouders
| Voorouders van Ferdinand II van Portugal | Voorouders van Ferdinand II van Portugal                                                                             | Voorouders van Ferdinand II van Portugal                                                                             | Voorouders van Ferdinand II van Portugal                                                                  | Voorouders van Ferdinand II van Portugal                                                                  | Voorouders van Ferdinand II van Portugal                                                                      | Voorouders van Ferdinand II van Portugal                                                                      | Voorouders van Ferdinand II van Portugal                                                                      | Voorouders van Ferdinand II van Portugal                                                                      |
| ---------------------------------------- | --- | --- | --- | --- | --- | --- | --- | --- |
| Overgrootouders                          | Ernst Frederik van Saksen-Coburg-Saalfeld (1724-1800) ∞ 1749 Sofie Antoinette van Brunswijk-Wolfenbüttel (1724-1802) | Ernst Frederik van Saksen-Coburg-Saalfeld (1724-1800) ∞ 1749 Sofie Antoinette van Brunswijk-Wolfenbüttel (1724-1802) | Hendrik XXIV van Reuss-Ebersdorf (1724-1779) ∞ 1754 Caroline Ernestine van Erbach-Schönberg (1727-1796)   | Hendrik XXIV van Reuss-Ebersdorf (1724-1779) ∞ 1754 Caroline Ernestine van Erbach-Schönberg (1727-1796)   | Ignác József Anton Franz Xaver (1726-1777) ∞ Maria Gabriella Cavriani di Imena (1736-1803)                    | Ignác József Anton Franz Xaver (1726-1777) ∞ Maria Gabriella Cavriani di Imena (1736-1803)                    | George Christian van Waldstein-Wartenberg (1743-1791) ∞ Elisabeth Maria van Ulfeldt (1747–1791)               | George Christian van Waldstein-Wartenberg (1743-1791) ∞ Elisabeth Maria van Ulfeldt (1747–1791)               |
| Grootouders                              | Frans van Saksen-Coburg-Saalfeld (1750-1806) ∞ 1777 Augusta van Reuss-Ebersdorf en Lobenstein (1757-1831)            | Frans van Saksen-Coburg-Saalfeld (1750-1806) ∞ 1777 Augusta van Reuss-Ebersdorf en Lobenstein (1757-1831)            | Frans van Saksen-Coburg-Saalfeld (1750-1806) ∞ 1777 Augusta van Reuss-Ebersdorf en Lobenstein (1757-1831) | Frans van Saksen-Coburg-Saalfeld (1750-1806) ∞ 1777 Augusta van Reuss-Ebersdorf en Lobenstein (1757-1831) | Frans Jozef (Ferenc József) Koháry (1767-1826) ∞ Maria Elisabeth Johanna van Waldstein–Wartenberg (1769–1813) | Frans Jozef (Ferenc József) Koháry (1767-1826) ∞ Maria Elisabeth Johanna van Waldstein–Wartenberg (1769–1813) | Frans Jozef (Ferenc József) Koháry (1767-1826) ∞ Maria Elisabeth Johanna van Waldstein–Wartenberg (1769–1813) | Frans Jozef (Ferenc József) Koháry (1767-1826) ∞ Maria Elisabeth Johanna van Waldstein–Wartenberg (1769–1813) |
| Ouders                                   | Ferdinand George August van Saksen-Coburg-Saalfeld-Koháry (1785-1851) ∞ Maria Antonia Koháry (1757-1831)             | Ferdinand George August van Saksen-Coburg-Saalfeld-Koháry (1785-1851) ∞ Maria Antonia Koháry (1757-1831)             | Ferdinand George August van Saksen-Coburg-Saalfeld-Koháry (1785-1851) ∞ Maria Antonia Koháry (1757-1831)  | Ferdinand George August van Saksen-Coburg-Saalfeld-Koháry (1785-1851) ∞ Maria Antonia Koháry (1757-1831)  | Ferdinand George August van Saksen-Coburg-Saalfeld-Koháry (1785-1851) ∞ Maria Antonia Koháry (1757-1831)      | Ferdinand George August van Saksen-Coburg-Saalfeld-Koháry (1785-1851) ∞ Maria Antonia Koháry (1757-1831)      | Ferdinand George August van Saksen-Coburg-Saalfeld-Koháry (1785-1851) ∞ Maria Antonia Koháry (1757-1831)      | Ferdinand George August van Saksen-Coburg-Saalfeld-Koháry (1785-1851) ∞ Maria Antonia Koháry (1757-1831)      |
| Ferdinand II van Portugal (1816-1885)    | | | | | | | | |

- Art Gallery of South Australia: 11248
- Biblioteca Nacional de España: XX5341583
- Bibliothèque nationale de France: cb12099177b (data)
- Gemeinsame Normdatei: 118952269
- International Standard Name Identifier: 0000 0000 2862 860X
- Library of Congress Control Number: n85220576
- Nationale Bibliotheek van Tsjechië: jo2018982658
- RKD-Nederlands Instituut voor Kunstgeschiedenis: 449360
- Istituto Centrale per il Catalogo Unico: MUSV025750
- Système universitaire de documentation: 109904117
- Virtual International Authority File: 30336432
- WorldCat: E39PBJmxW6CbjqVRKGwr7xTJXd